# Darko Nejašmić
Darko Nejašmić, né le 25 janvier 1999 à Split en Croatie, est un footballeur croate qui évolue au poste de milieu de terrain au Sharjah FC.

## Biographie

### Hajduk Split
Darko Nejašmić est formé par le club de l'Hajduk Split, en Croatie. Il fait ses débuts en professionnel le 20 septembre 2017, à l'occasion d'un match de Coupe de Croatie face au NK Oriolik (en). Il entre en jeu en cours de partie ce jour-là, et son équipe s'impose sur le score de trois buts à zéro. Près d'un an plus tard, le 1er décembre 2018, il fait sa première apparition en championnat face au NK Rudeš. Il est titulaire ce jour-là et joue l'intégralité de cette rencontre, remportée par l'Hajduk Split (1-4). Le 19 mai 2019, il inscrit son premier but en professionnel, en championnat face au NK Istra 1961 (victoire 4-1 de son équipe).

### NK Osijek
Le 21 juin 2021, Darko Nejašmić est prêté pour une saison au NK Osijek. Le 17 octobre 2021, Nejašmić marque son deuxième but pour Osijek, lors d'un match de championnat face au NK Slaven Belupo, contribuant ainsi à la victoire de son équipe par deux buts à zéro. Sa prestation ce jour-là lui vaut d'être nommé dans l'équipe-type de la journée.
Il s'impose à Osijek et est considéré comme l'un des meilleurs milieux de terrains du championnat. Le 5 mai 2022, il signe définitivement avec le NK Osijek, le contrat prenant à la fin de son prêt, au 1er juillet 2022.

### En sélection
Darko Nejašmić représente l'équipe de Croatie des moins de 19 ans, il inscrit un but contre Saint-Marin en novembre 2017. Ce match gagné sur le score de 3-0 rentre dans le cadre des éliminatoires du championnat d'Europe des moins de 19 ans 2018. Au total, Nejašmić joue quatre matchs avec cette sélection, tous en 2017, et marque un but.
Avec les moins de 20 ans, il inscrit deux buts lors d'une double confrontation amicale face à la Russie, en septembre 2018.
Darko Nejašmić reçoit sa première sélection avec l'équipe de Croatie espoirs le 5 septembre 2019, face aux Émirats arabes unis en match amical. Il est titularisé ce jour-là et est remplacé à la mi-temps par Ivan Lepinjica. Son équipe s'impose sur le score de trois buts à zéro lors de cette partie. Le 8 octobre 2020, il se fait remarquer en inscrivant ses deux seuls buts avec les espoirs contre Saint-Marin. Les Croates s'imposent largement par dix buts à zéro ce jour-là. Il est retenu avec cette sélection pour disputer le championnat d'Europe espoirs en 2021.